# 22596 Kathwallace
22596 Kathwallace este un asteroid din centura principală de asteroizi.

## Descriere
22596 Kathwallace este un asteroid din centura principală de asteroizi. A fost descoperit pe 23 aprilie 1998 la Socorro, New Mexico, în cadrul proiectului LINEAR. Asteroidul prezintă o orbită caracterizată de o semiaxă mare de 2,41 ua, o excentricitate de 0,19 și o înclinație de 7,7° în raport cu ecliptica.